# Lamine Guèye
Lamine Guèye (Dakar, 18 luglio 1960) è un dirigente sportivo ed ex sciatore alpino senegalese, presidente della federazione sciistica del proprio Paese, da lui stesso fondata nel 1979, e primo sciatore dell'Africa sub-sahariana nella storia dei Giochi olimpici invernali.

## Biografia
Nipote omonimo del politico senegalese Lamine Guèye, nel 1968 andò a Villars-sur-Ollon in Svizzera, dove scoprì la sua passione per gli sport invernali, tra cui l'hockey su ghiaccio e soprattutto lo sci alpino. Dopo una parentesi di un anno in Senegal nel 1970, si trasferì a Parigi per proseguire gli studi. 

### Carriera sciistica
Guèye debuttò in campo internazionale in occasione dei XIV Giochi olimpici invernali di Sarajevo 1984, dove si classificò 51º nella discesa libera e 57º nello slalom gigante, mentre ai XVI Giochi olimpici invernali di Albertville 1992, dopo esser stato portabandiera del Senegal durante la cerimonia di apertura, fu 45º nella discesa libera, 78º nel supergigante, 66º nello slalom gigante e non completò lo slalom speciale e la combinata.
In Coppa del Mondo ottenne il primo piazzamento il 5 dicembre 1992 in Val Gardena in supergigante (63º) e il miglior risultato il 16 gennaio 1993 a Sankt Anton am Arlberg in discesa libera (60º); ai successivi Mondiali di Morioka 1993, sua prima presenza iridata, si piazzò 42º nella discesa libera. Ai XVII Giochi olimpici invernali di Lillehammer 1994, sua ultima presenza olimpica, dopo esser stato nuovamente portabandiera del Senegal durante la cerimonia di apertura non completò la discesa libera e il 13 marzo dello stesso anno prese per la 25ª e ultima volta il via in Coppa del Mondo, a Whistler in supergigante (72º). 
Celebre fu la sua partecipazione ai Mondiali di Sierra Nevada 1996: sponsorizzato dalla trasmissione televisiva Mai dire Gol (per raccogliere fondi per gli ospedali del proprio paese) sfilò alla cerimonia di apertura in compagnia del comico Bebo Storti, truccato da leghista di colore che interpretava il personaggio di Alfio Muschio: strinsero la mano al re Juan Carlos di Borbone, rischiando l'incidente diplomatico con la Spagna che in seguito inoltrò al Senegal formale protesta, a cui seguì la condanna del ministro dello sport senegalese Ousmane Paye. Nelle gare disputate, si classificò 71º nella discesa libera, 79º nel supergigante, 44º nello slalom gigante, 32º nello slalom speciale e 44º nella combinata.
Tentò di partecipare anche ai XIX Giochi olimpici invernali di Salt Lake City 2002, a cui però non poté prendere parte a causa dell'annullamento dell'evento preolimpico di qualificazione; ai Mondiali di Sankt Moritz 2003 si piazzò 79º nello slalom gigante e 63º nello slalom speciale e a quelli di Bormio/Santa Caterina Valfurva 2005, sua ultima presenza iridata, nelle medesime specialità arrivò rispettivamente al 77º e al 62º posto. Dopo 13 anni di inattività, nella stagione 2018-2019 disputò ancora alcune gare: l'ultima fu uno slalom gigante citizen disputato il 31 marzo a Madonna di Campiglio.

### Carriera dirigenziale
Nel 1979 fondò la Federazione sciistica del Senegal (FSS), di cui divenne presidente, tesoriere e segretario. Si fece promotore di una campagna per sostenere il diritto alla partecipazione di tutti i Paesi ai Giochi olimpici invernali, contestando l'introduzione di ciò che definì regole di qualificazione discriminatorie. Nel 2001 scrisse al Comitato Olimpico Internazionale per chiedere che a tutti i Paesi fosse riconosciuto il diritto di partecipare ai Giochi invernali come accaduto fino all'edizione di Albertville 1992 inclusa e come è per i Giochi olimpici estivi; nella sua lettera all'allora presidente del CIO, Jacques Rogge, affermò: «Fino ai Giochi Olimpici del 1992, inclusi, ogni paese poteva inviare quattro atleti per ogni evento di sci alpino, e siamo stati in grado di credere che eravamo uguali. Quelli furono gli ultimi veri Giochi olimpici invernali». Il Comitato Olimpico Internazionale rispose affermando che «Le Olimpiadi invernali sono un evento un po' speciale, dal momento che - solo per ragioni climatiche e geografiche - non sono adatte per alcuni Paesi del mondo, sia nella organizzazione sia nella partecipazione».
In occasione dei Mondiali di Bormio/Santa Caterina Valfurva 2005 guidò una rappresentativa di diversi Paesi con minori tradizioni degli sporti invernali per protestare contro la Federazione Internazionale Sci (FIS), perché i rispettivi atleti erano stati alloggiati in strutture a suo parere peggiori rispetto agli atleti dei Paesi "ricchi". Ai XX Giochi olimpici invernali di Torino 2006 Guèye accompagnò nelle cerimonie di apertura e di chiusura lo sciatore Leyti Seck; durante i Mondiali di Åre 2007 protestò nuovamente a favore di Leyti Seck contro le regole delle qualifiche inaugurali che prevedevano un limite di 120 atleti.

### Altre attività
Ha avuto anche una carriera come modello e attore.

## Opere
- Skieur Sénégalais cherche Esprit Olympique, Parigi, Calmann-Lévy, 2008, ISBN 9.782.702,139356.